# Die Günstlinge des Mondes
Die Günstlinge des Mondes (Originaltitel: Les Favoris de la lune; deutscher Alterntivtitel; Ritter der Finsternis) ist ein Film von Otar Iosseliani aus dem Jahr 1984. Es ist Iosselianis erster Film, den er in Frankreich gedreht hat.

## Handlung
Der Prolog. Die Kleidung der Akteure und die Ästhetik mancher der Schwarzweiß-Aufnahmen lassen erahnen, dass wir uns am Ende des 19. Jahrhunderts befinden. Wir sehen die Herstellung und Verzierung von Tellern eines großen Porzellanservices. Und wir sehen einen Maler und sein Modell. Er malt ein Aktbildnis der jungen Frau.
Die Geschichten des Porzellanservices und des Gemäldes ziehen sich wie zwei rote Fäden durch den Film. Im Laufe der Handlung gehen immer mehr der schönen Teller zu Bruch, und das Gemälde wird immer kleiner. Es wird einige Male – von immer denselben Dieben – gestohlen, mit einem Messer vom Rahmen getrennt, so dass am Ende nur noch das Porträt des Kopfes der jungen Frau übrigbleibt.
Vom Ende des 19. Jahrhunderts – Sprung ins Paris der 1980er Jahre. Wie das Porzellan und wie das Gemälde ins Auktionshaus gekommen sind, erfahren wir nicht, aber wir lernen ihre neuen Besitzer kennen, zwei der Protagonisten des weiteren Films. Das Porzellanservice hat Madame Laplace ersteigert, das Gemälde Monsieur Duphour-Paquet. Und was nun beginnt, ist „ein vergnüglicher Reigen“, „ein Puzzle“, „eine Collage“ genannt worden. Es ist ein Geflecht aus vielen Episoden, die die Figuren sich in immer neuen Konstellationen begegnen lassen, manche davon nahe an der Realität (der Besitzer eines Waffenladens versorgt gegen angemessenes Honorar auch die eine oder andere Terroristengruppe), manche eher unwahrscheinlich (der ungelenke Polizist, der an Jacques Tati erinnert, lässt sich Handschellen in einer kleinen Mechaniker-Werkstatt herstellen).
Gustave, er betreibt jene Werkstatt, lebt mit Claire zusammen. Aber es scheint nicht gut zu laufen zwischen ihnen. Kaum hat Claire am Morgen das Haus verlassen, steigt sie zu Monsieur Duphour-Paquet ins Auto, in dem er unten schon gewartet hat. – In Gustaves Werkstatt taucht Madame Laplace auf, die einen dicken Pelzmantel trägt und dort nun überhaupt nicht hineinpasst. Sie versucht, Gustave zu umgarnen, aber der will nichts mehr von ihr wissen. Sie sei eine „miese Schlampe“, und man befördert sie hinaus. – Kurz darauf spricht Gustave am Telefon mit ihrem Mann, Monsieur Laplace, dem Waffenhändler. Er hat da etwas für ihn gebastelt: Eine Fernsteuerung, mit der man eine Bombe hochgehen lassen kann. – Claire arbeitet in einem Friseursalon; ihre erste Kundin an dem Morgen: Madame Laplace.
So geht es weiter mit, wie es scheinen will, unzähligen Begegnungen der Figuren. Begegnungen zwischen Großbürgern, Dieben, Kriminalpolizisten, Prostituierten, einer Rocksängerin, einem Musiklehrer, der mit seinen Schülern dasselbe Lied singt wie später mit Gefängnisinsassen, und anderen. - „Ist das die Geschichte? Ehrlich gesagt, man kann sie nicht zusammenfassen oder gar sich ihrer erinnern.“ – Nebenbei sieht man noch, wie kafkaesk es auf einem Polizeikommissariat zugeht. Das traurigste Schicksal ereilt Agnès, die Prostituierte mit dem großen Herzen, als ein Terrorist hinter ihr Deckung sucht. Einziger Gewinner der ganzen Geschichte ist ein namenloser Müllmann, der in einer Tonne ein vom Waffenhändler Laplace deponiertes Kuvert mit einem riesigen Bündel von Geldscheinen findet.

## Der Filmtitel
Der Titel des Films hat seinen Ursprung in dem Stück Henry IV von Shakespeare. Falstaff sagt darin einmal zu Prince Henry: „Let not us, that are squires of the night’s body, be called thieves of the day’s beauty; let us be – Diana’s foresters, gentlemen of the shade, minions of the moon.“ 
Daraus hat Iosseliani, etwas abgewandelt, im Film dies französische Insert gemacht: „Pourquoi nous appelle-t-on les voleurs? Nous qui sommes les gardiens du corps de Diane dans les forêts; les chevaliers des ténèbres; les favoris de la lune.“ 
Woraus dann, in den Untertiteln, diese Übersetzung ins Deutsche wurde: „Warum nennt Ihr uns Diebe? Wir, die wir Leibwächter Dianas in den Wäldern sind, die Ritter der Finsternis, die Günstlinge des Mondes.“

## Auszeichnungen
Les Favoris de la lune wurde bei den Internationalen Filmfestspielen von Venedig (Mostra internazionale d’arte cinematografica di Venezia) 1984 mit dem Spezialpreis der Jury ausgezeichnet.

## DVD
Französische Originalfassung sowie deutsch synchronisierte Fassung: Absolut Medien 2014. ISBN 978-3-8488-7008-0.